# Gold State Coach

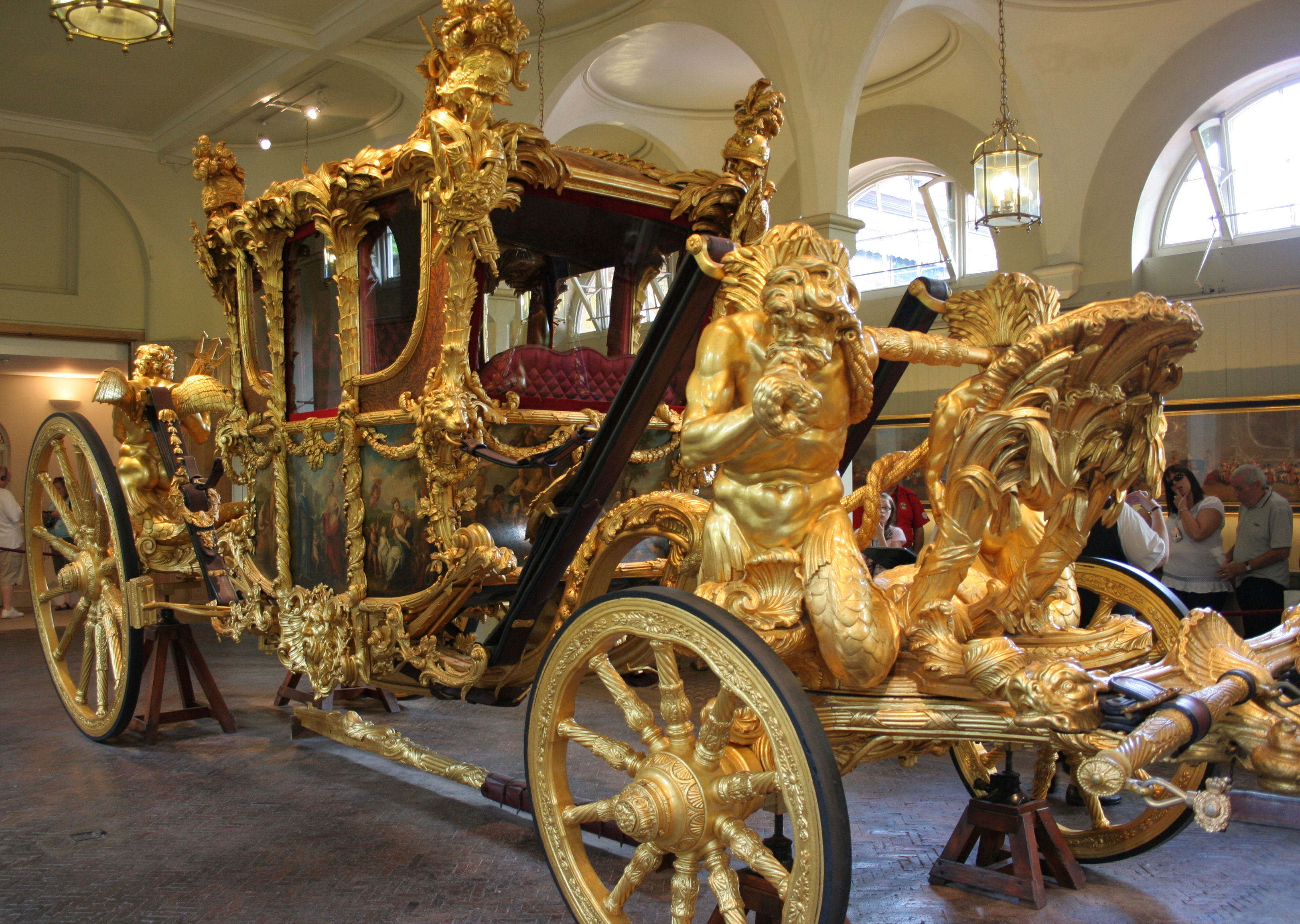
El Gold State Coach

El Gold State Coach (en español: Carruaje de Estado de Oro) es un carruaje de ocho caballos utilizado por la familia real británica. Encargado en 1760 por el rey Jorge III, fue construido en los talleres londinenses de Samuel Butler. Se encargó por £ 7.562 (2 millones actuales, ajustado por la inflación). Fue terminado en 1762.
Este carruaje se ha utilizado en la coronación de todos los monarcas británicos desde Jorge IV. Su antigüedad, su peso y su falta de maniobrabilidad han limitado su uso a grandes ocasiones estatales como coronaciones, bodas reales y jubileos reales. El carruaje era el transporte usual del monarca en la ceremonia de apertura del Parlamento del Reino Unido hasta la Segunda Guerra Mundial.
Se encuentra en el Royal Mews del Palacio de Buckingham, expuesto al público.

## Descripción

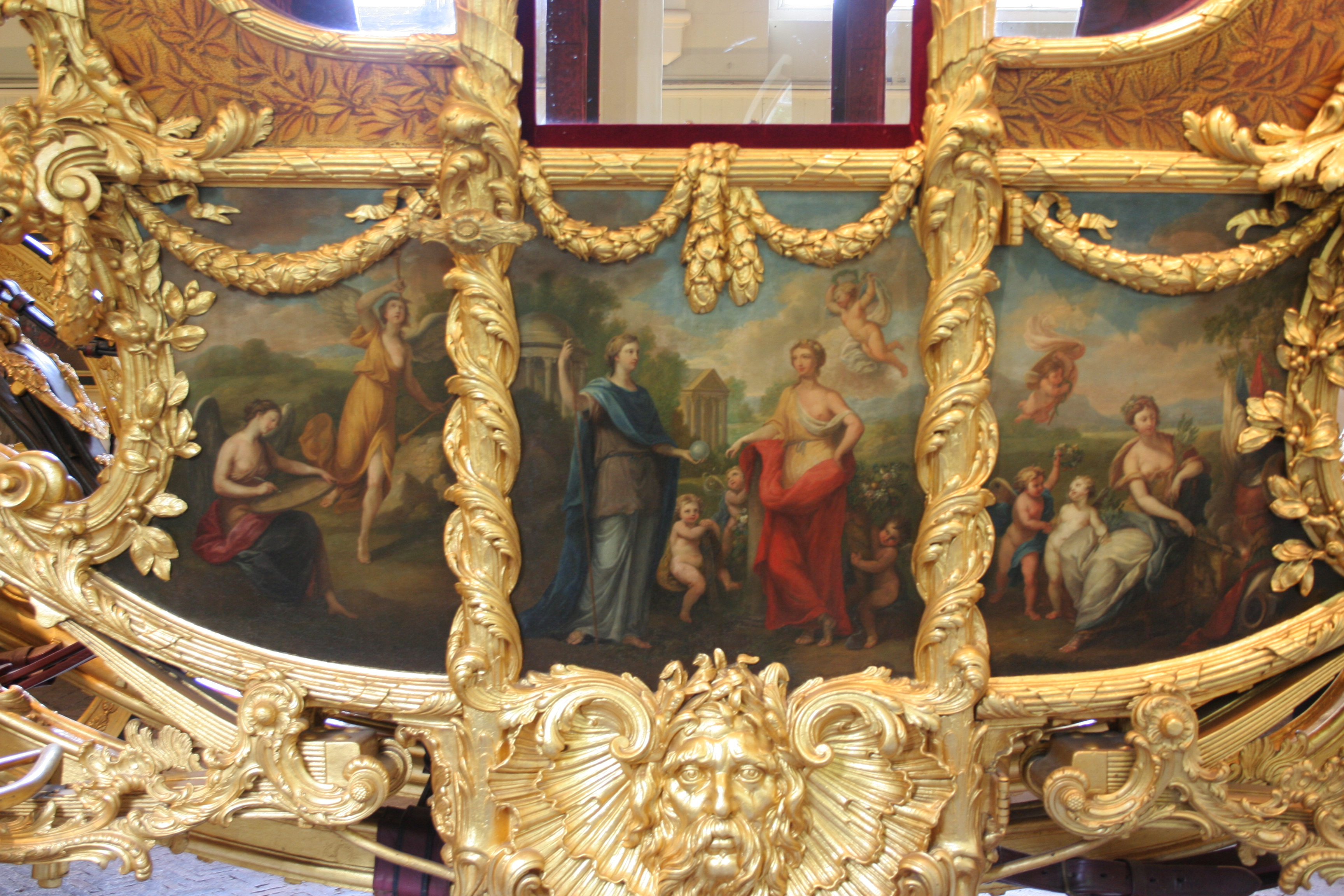
Un primer plano de la obra de Giovanni Cipriani

Pesa cuatro toneladas y mide 7, 3 m largo y 3, 7 m alto. Está dorado y presenta paneles pintados por Giovanni Battista Cipriani y una rica escultura dorada que incluye tres querubines en el techo (que representan a Inglaterra, Irlanda y Escocia) y cuatro tritones, uno en cada esquina (que representan el poder imperial de Gran Bretaña). La carrocería del carruaje se cuelga de tirantes forrados en cuero marroquí y decorados con hebillas doradas. El interior está forrado con terciopelo y raso. El escultor Sir Joseph Wilton esculpío sus tallas. El techo soporta tres querubines que representan la unión de Inglaterra, Escocia e Irlanda. Llevan la Corona Imperial y sostienen la espada, el cetro y la insignia que representa la Caballería. Las ramas de ocho palmeras doradas enmarcan el techo. Cuatro árboles en las esquinas se elevan de la cabeza de un león y están decorados con símbolos de la victoria de Gran Bretaña en la Guerra de los Siete Años con Francia. La guerra estaba llegando a su fin cuando se construyó el coche en 1762. Las correas de cuero de Marruecos sostienen el cuerpo del entrenador y están sostenidas por cuatro Triton, dioses del mar míticos con cabeza de hombre y cola de delfín. En las ruedas delanteras, los tritones parecen estar usando las correas para tirar del carruaje. Están soplando caracolas, conchas en forma de trompeta para anunciar la llegada del Monarca del Océano. Los delfines dorados sostienen en su lugar la barra por la que se tira el coche, y el estribo del conductor (que ya no se usa) tiene la forma de una concha de peregrino. Los dos tritones en la parte posterior llevan símbolos imperiales, que representan las tradiciones marítimas de Gran Bretaña y su estatus como potencia marítima dominante.
Las tallas le dan al Gold Coach el aire de un carro triunfante, lo que refleja la poderosa posición de Inglaterra en el mundo en ese momento.
El Gold State Coach es tirado por un equipo de ocho caballos que llevan el arnés Red Morocco. Originalmente conducido por un cochero, los ocho caballos son ahora montados en un postillón de cuatro pares. El carruaje es tan pesado que solo se puede tirar al paso. El coche tiene frenos (dorados), que son accionados por mozos.
Como está suspendido de tirantes, carece de la comodidad moderna de los carruajes actuales. Los carruajes modernos como el Australian State Coach y el Diamond Jubilee State Coach tienen elevalunas eléctricos, calefacción y estabilizadores hidráulicos.
En palabras del rey Guillermo IV, un ex oficial naval, ir en el Gold State Coach era como estar a bordo de un barco "zambulléndose en un mar embravecido". La reina Victoria se quejó de la "angustiosa oscilación" de la cabina. A menudo se negaba a viajar en el Gold State Coach. Un monarca posterior, el rey Jorge VI, dijo que su viaje desde el palacio hasta la abadía de Westminster para su coronación fue "uno de los paseos más incómodos que he tenido en mi vida". La reina Isabel II se refirió a su viaje de coronación en el autocar como "horrible" y "no muy cómodo", por lo que posiblemente no se usó para su Jubileo de Diamante cuando tenía 86 años, habiendo aparecido anteriormente en sus celebraciones del Jubileo de Oro y Plata..
El rey Jorge VI hizo lo reacondicionar después de la Segunda Guerra Mundial para recubrir las ruedas de hierro de goma para proporcionar algo más de comodidad a los pasajeros.
El carruaje está dirigido por cuatro postillones, nueve mozos de cuadra (cada uno de los cuales camina detrás del carruaje), seis lacayos y cuatro Yeoman de la Guardia que llevan a sus largos partisanos. Ocho de los mozos caminan junto a los caballos. Los lacayos vestidos profusamente caminan junto al cuerpo del carruaje. Los postillones tienen que manejar los caballos cuando los animales se enfadan y llevan bastones torcidos para sujetar las huellas que pueden aflojarse cuando el coche toma una esquina. Los cocheros reales llevan la barba afeitada por tradición. Los caballos son siempre Windsor Grays.